# Municipio de Harrison (condado de Gallia)
El municipio de Harrison (en inglés: Harrison Township) es un municipio ubicado en el condado de Gallia en el estado estadounidense de Ohio. En el año 2010 tenía una población de 1063 habitantes y una densidad poblacional de 13,12 personas por km².

## Geografía
El municipio de Harrison se encuentra ubicado en las coordenadas 38°43′19″N 82°17′38″O / 38.72194, -82.29389. Según la Oficina del Censo de los Estados Unidos, el municipio tiene una superficie total de 81.04 km², de la cual 80,78 km² corresponden a tierra firme y (0,32 %) 0,26 km² es agua.

## Demografía
Según el censo de 2010, había 1063 personas residiendo en el municipio de Harrison. La densidad de población era de 13,12 hab./km². De los 1063 habitantes, el municipio de Harrison estaba compuesto por el 97,18 % blancos, el 1,6 % eran afroamericanos, el 0,66 % eran amerindios, el 0,09 % eran de otras razas y el 0,47 % eran de una mezcla de razas. Del total de la población el 0,28 % eran hispanos o latinos de cualquier raza.